# Bellevalia anatolica
Bellevalia anatolica är en sparrisväxtart som beskrevs av Brian Frederick Mathew och Neriman Özhatay. Bellevalia anatolica ingår i släktet Bellevalia och familjen sparrisväxter. Inga underarter finns listade i Catalogue of Life.